# Rada Tilly
Rada Tilly, también denominada localmente «Rada», es una localidad argentina en la provincia del Chubut, situada a 15 km al sur del centro de Comodoro Rivadavia y fusionada urbanamente con dicha ciudad, sobre el océano Atlántico, en el departamento Escalante. Está dedicada casi por completo a las actividades de servicios, especialmente el turismo, pero una parte importante de su población trabaja en la vecina Comodoro en trabajos de comercio y petróleo, siendo una ciudad satélite o dormitorio de la ciudad petrolera.
Es una de las ciudades más prósperas de la Región Patagónica con un crecimiento constante y explosivo en los últimos censos. Rada Tilly ostenta ser el balneario más austral de América y uno de los más australes del mundo.

## Toponimia
La villa posee nombre compuesto recordando en primera instancia al marino español Francisco Javier Everardo-Tilly,  I Vizconde de Everardo y I Marqués de Casa-Tilly, que durante los años 1776 y 1777 combatió y batió a la Armada Portuguesa en el Río de la Plata. En segunda instancia, el nombre proviene del accidente geográfico “rada” (bahía pequeña).

## Historia

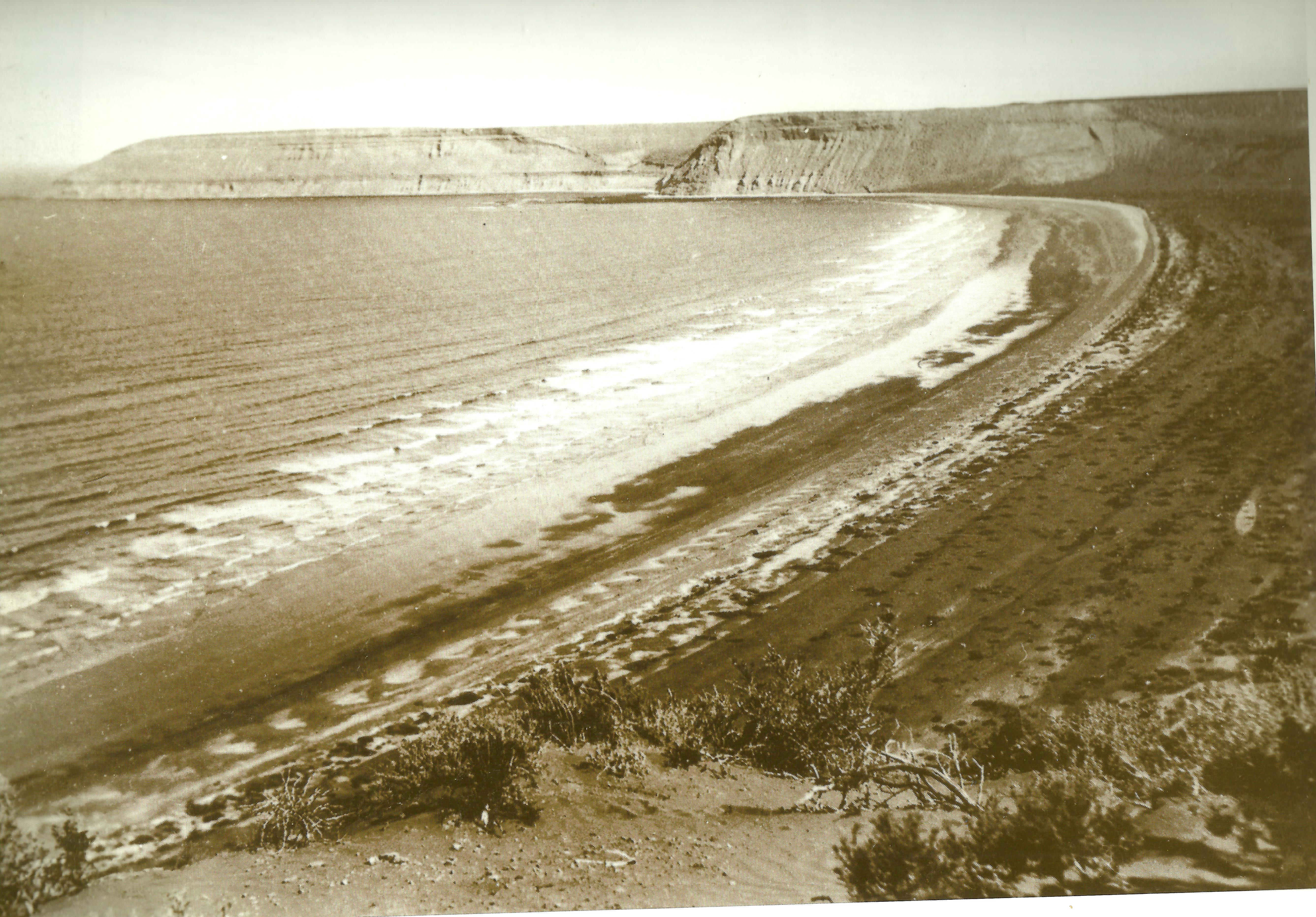
Imagen de la rada de la villa antes de que comenzara su urbanización.

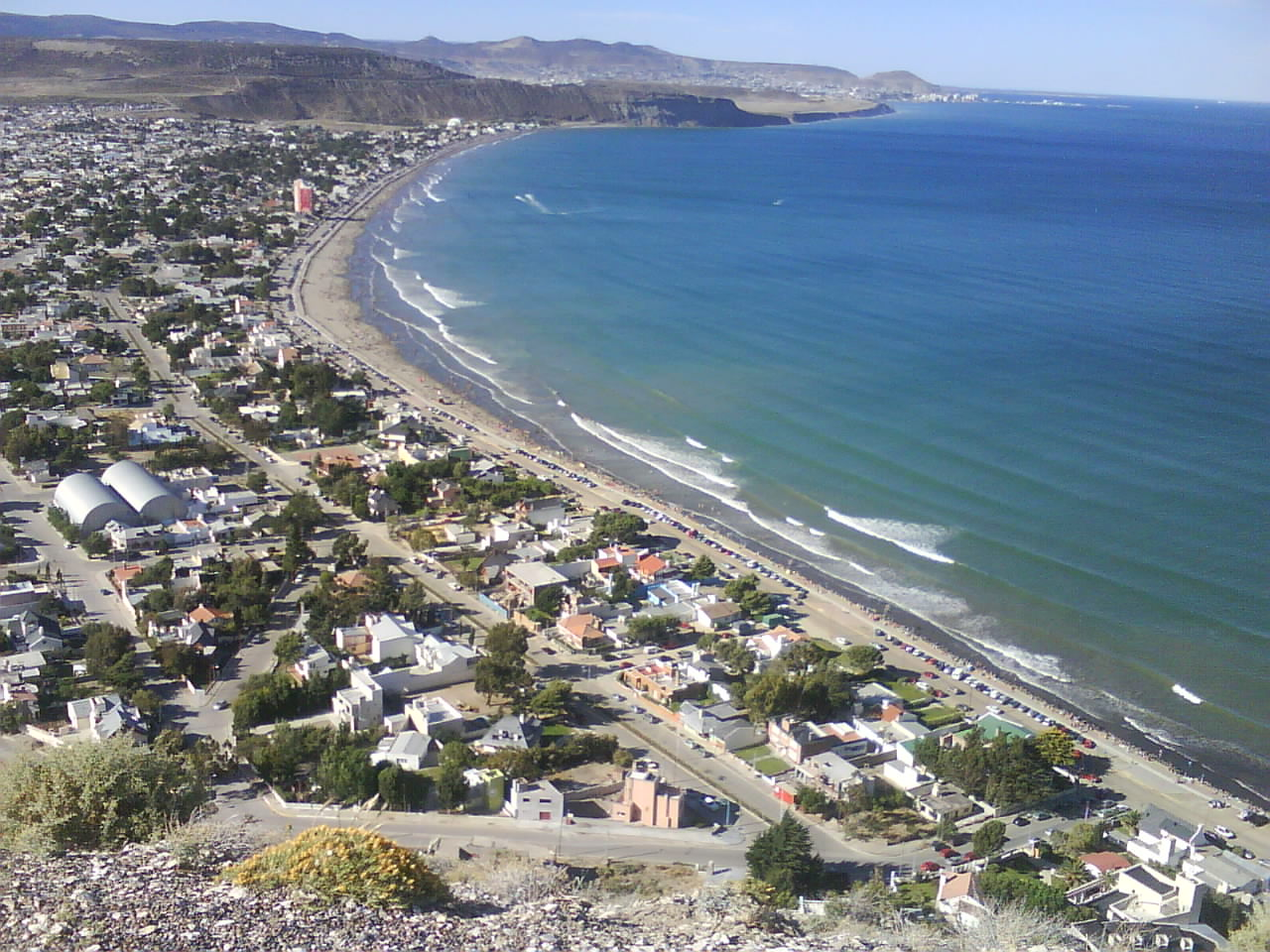
La villa desde Punta Marqués, desde donde es posible apreciar su extensa playa y la proximidad de Comodoro Rivadavia al fondo.

La presencia de restos humanos hallados por los investigadores Junius Bouton Bird y Väinö Auer, estadounidense y finlandés, respectivamente, en Bahía Solano y vecindades del Estrecho de Magallanes, confirman la existencia de un prototipo tehuelche, que habitó las arenas de ciudad, hace por lo menos 9.000 años. Esta afirmación ha sido corroborada por el Padre Brea, que aportó hace unos años utensilios y restos humanos, en las cercanías de Rada Tilly. Es un hecho conocido que los tehuelches, que venían del norte de la Patagonia en los cálidos días del verano, utilizaron lo que hoy es Rada Tilly como zona de descanso y solaz, mientras se preparaban para sus incursiones.
El marino inglés Fitz Roy fue el primero en señalar la existencia de Rada Tilly en una carta náutica. El 11 de marzo de 1889, Francisco Pietrobelli, acompañado por los tehuelches Sainajo y Pereyra, llegó a Rada Tilly siguiendo las cartas náuticas de Fitz Roy, en su búsqueda de un fondeadero para levantar un puerto de aguas profundas que permitiera la llegada de barcos de alto calado para abastecer a la naciente Colonia Sarmiento.
En los primeros días de marzo de 1891, el Capitán Martín Rivadavia, nieto de Bernardino Rivadavia, fue el primer marino argentino que fondeó su corbeta en la rada, mientras se encontraba haciendo trabajos de reconocimiento tendientes a controlar el desplazamiento de la armada chilena por el sur argentino.
La zona de la villa siempre fue lugar de visita obligado del pueblo de Comodoro en el verano. Sin embargo, empezó a cobrar verdadera importancia con la construcción del puerto Antonio Morán en 1923, para esto se construye un ramal hasta cercanías de punta Piedras. Años más tarde, con el poblamiento de la villa naciente terminó ganado un servicio de pasajeros. La villa balnearia Rada Tilly fue fundada oficialmente el 24 de julio de 1948, a causa de un proyecto de conservación de reserva natural la zona, ideado por Juan Domingo Perón y por la entonces Gobernación Militar de Comodoro Rivadavia, a cargo del Gral. Julio Alberto Lagos, que además de esto tenía otros proyectos urbanos para poblar su joven territorio, creado en 1944.
El 20 de agosto de 1958 se clausura la estación Rada Tilly, ubicada en inmediaciones del ejido de la villa. Este ramal unía una zona cercana a la villa con Comodoro. También, en 1958 se constituye la Primera Junta Vecinal. A partir de 1960 la villa cuenta con alrededor de 40 habitantes, los vecinos empiezan a tener interés por contar con educación inicial y atención médica. Hacia 1961 se inaugura la escuela provincial N.º 12. Mientras que en 1970 se crea la Corporación Municipal de Rada Tilly, con la categoría de Comisión de Fomento. Su primer intendente, el doctor Manuel Kohli. Desde 1976 se inicia la verdadera institucionalización de Rada Tilly creando entidades tales como la Iglesia, el Juzgado de Paz, el Correo, el Registro Civil y la educación  secundaria.
La villa tuvo un perfil dedicado al ocio en sus inicios. Fue así que su primer pub el Night Club Sweet Helen fue instalado en los años 1960 sobre su costanera. El novedoso pub contaba con características únicas en la región no tardó en tener existo y alentar la entrada de más competidores. Esto se materializó a partir de los años setenta con la instalación de varias discotecas. La monopolización de la noche en Rada Tilly se concretó totalmente en la década de 1980 y rompió la tranquilidad habitual de los fines de semana atrayendo a jóvenes radatilenses y comodorenses en forma multitudinaria. Sin embargo, la rentabilidad de esas discos cayo desde mediados de los años 1980 cerrando una cantidad de estos. Posteriormente, el dominio de la noche del aglomerado urbano duró duró hasta los años noventa cuando fueron cerrando sus puertas las diferentes discos que aun perduraban. Des estos, Jonathan Disco el último exponente cerrado a fines de esa década. Actualmente, ya no quedan discotecas y están resurgiendo muchos pubs.
Un hecho relevante por demás fue la construcción y fiscalización del camino Juan Domingo Perón en 2006. Desde entonces esta obra agilizó la comunicación con su vecina Comodoro y descomprimió la ruta 3.
En julio de 2013 el Grupo Indalo donó un edificio de 900 metros cuadrados para un centro cultural de dos niveles con todas las comodidades e instalaciones modernas.

## Urbanismo
El balneario refleja un aspecto natural rodeada de cerros y acantilados, vegetación autóctona y fauna de la región. La mayor parte de su área urbana se asienta sobre una planicie costera al nivel del mar, pero sobre la entrada a la localidad que da hacia la ruta nacional 3 el terreno se empieza elevar hasta llegar a mesetas y lomas. El barrio Mirador es el más elevado de todos y sobre la loma que lo rodea se emplaza el Parque eólico Rada Tilly. En su límite de ejido se halla el arroyo La Mata, el único curso de agua dulce de la zona, que la separa de los barrios Stella Maris e Industrial de Comodoro.
La villa se destaca por ostentar grandes y modernas casas que son ocupadas por familias bien posicionadas económicamente. Estas se distribuyen por toda la villa con una variada arquitectura de primer lugar. Hoy en día la arquitectura de la villa es predominantemente volcada hacia el modernismo minimalista. Sin embargo, hay excepciones hacia la arquitectura mediterránea e incluso casos de estilo Neorrenacentista y arquitectura persa como lo es la vivienda con forma de castillo inspirada en la arquitectura desarrollada en Túnez y el Mediterráneo.

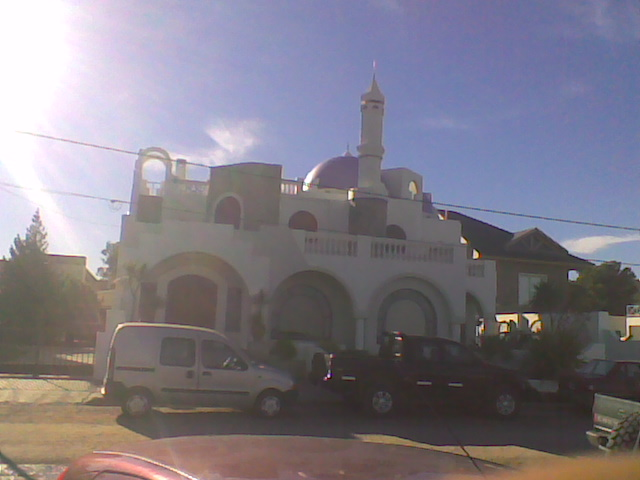
El castillo, una de las construcciones más célebres de la villa

Otros de los rasgos distintivos de la villa es que la urbe solo posee un edificio, el Kae Lel de 10 pisos. Las edificaciones más altas, fuera del mencionado edificio, son de tres pisos máximo, por una ordenanza municipal que prohíbe edificios de más altura, para preservar la vista al mar de toda vivienda. Esto convierte a la villa en uno de los pocos balnearios sin edificios.
Sin embargo, en 2017 una constructora logró que el consejo deliberante aprobara una excepción para construir un complejo de 4 pisos. El proyectó se va a posicionar como el segundo más alto, y estará emplazado sobre avenida Antártida Argentina en terrenos que pertenecían al Hipódromo. El plan proyecta 85 departamentos, locales comerciales en planta baja, cocheras y bauleras en el subsuelo. El proyecto cobró notoriedad, ante la oposición de vecinos, dado que se pretende arrasar una gran cantidad de eucaliptus de más de 50 años. En 2023 se conoció que el nuevo edificio contará con 3 pisos de altura, parque internos y una urbanización compleja que respeta los árboles y prolonga la calle Malvinas Argentinas. Recién para fines de 2024 salió a la luz un proyecto de lujo consistente de un complejo de edificios de hasta 6 pisos a construirse en la zona alta de la villa conocida como Miradores del Marqués. 
En cuanto al aspecto floral, se aprecian plazas y arboledas por toda la ciudad, que dan un aspecto verde a Rada Tilly, muy distinto a zonas de la vecina Comodoro. Museos, escuelas, supermercados y grandes casas -que actualmente ya no son tan comunes- distinguen la ciudad. 
Hoy en día Rada Tilly pasó a ser una ciudad satélite del aglomerado de Comodoro por su actual población, dejando atrás todo un pasado de villa y pueblo balneario, aunque muchos, incluyendo su cartel de bienvenida, la sigan llamando Villa Rada Tilly. Su aspecto verde atrajo población desde Comodoro gracias a una extensa infraestructura de espacios verdes y plazas que la villa detenta. Su planta de tratamiento fue proyectada a fines de los años 1980 y finalizada en 1995. Desde ese año la población ya estaba en pleno crecimiento cuando se tomó la decisión de no volcar los efluentes cloacales al mar y transformarlos en agua tratada. Actualmente, la planta convierte el 100 por ciento de los efluentes cloacales de la ciudad en agua apta para riego que un sistema de bombeo impulsa hacia depósitos de almacenamiento. De este modo, se posibilita el riego de 5300 metros de bulevares, más de 30 espacios públicos y clubes deportivos. Estos espacios verdes son mantenidos gracias a los vastos aportes de agua tratada que hace su planta de tratamiento; la cual está diseñada para tratar, almacenar y distribuir el agua hacia las plazas. Además, el agua tratada también es utilizada para la industria petrolera, obras viales y para el riego de calles que realizan los camiones cisterna del municipio. Es por este potencial que se proyecta un gran parque urbano junto a la laguna para aprovechar al máximo el agua recuperada. El mismo, contará con espacios parquizados, bicisendas, veredas, lugares para sentarse y un conjunto de elementos  como un espacio para generar distintas actividades deportivas o culturales, sanitarios y demás.

## Ecología
La playa y el entorno natural que rodean a la villa sufren hoy una encrucijada ambiental. Con la vecina Comodoro comparte en sus límites un basural a cielo abierto, que con el arrastre de los vientos imperantes en la zona, contamina tanto el mar como los cerros cercanos con material plástico y líquido. Asimismo su exuberante playa sufre contaminación gradual por la descarga de efluentes cloacales arrojados por los barrios de Comodoro, sin tratamiento hacia el mar. 
Por otro lado, una nueva problemática se sumó en los últimos años con el auge del turismo, ya que los visitantes temporarios producen basura y la desechan en el lugar que considere más cómodo o conveniente. 
El resultado es la  provocan un nivel considerable de contaminación que afecta directa o indirectamente las colonias de animales y el ambiente general.

## Geografía

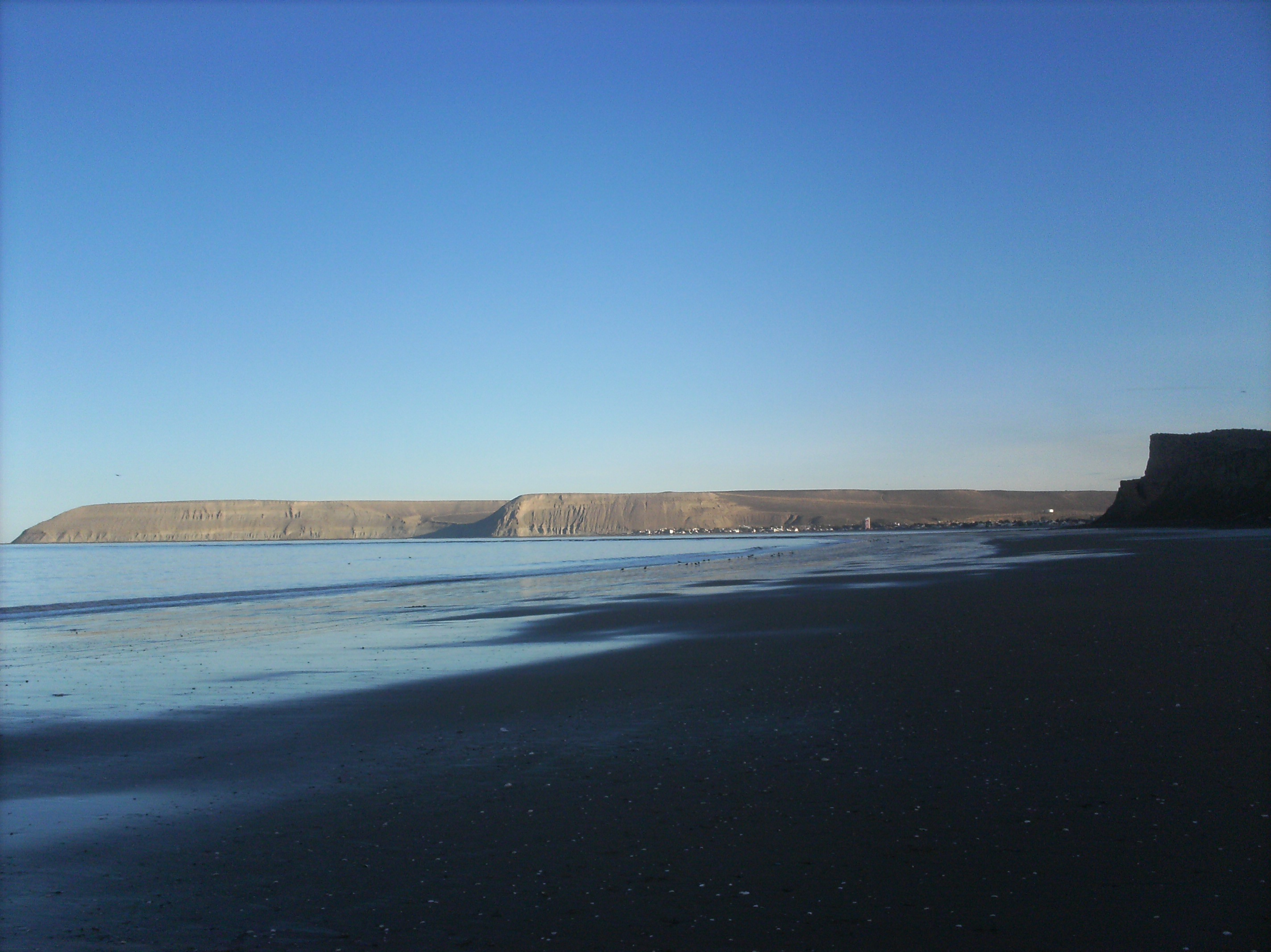
El paisaje reinante de mesetas y puntas que se introducen vertiginosamente mar adentro, encierran a «Rada» en su crecimiento. En este caso Punta Marqués (mucho más grande) y Punta Piedras, más corta.

Sus extensas playas (alrededor de 3,2 km) invitan a ser recorridas en tranquilas caminatas, debido a que la acción del mar la deja aplanada como una calle. El paisaje de aguas azules y estepa infinita se puede disfrutar desde sus miradores, ubicados en cada uno de los cerros que rodean Rada Tilly: al norte Punta Piedras que eleva las playas desde el barrio Stella Maris de Comodoro Rivadavia hasta Rada Tilly en forma acantilada y al sur Punta del Marqués, esta penetra en el mar Argentino 2,5 kilómetros aproximadamente, convirtiéndose en la saliente más notable del golfo San Jorge, estando ubicada en el centro geográfico del mismo, posee una altura máxima de 167 metros sobre el nivel del mar, limitada por acantilados activos con constantes derrumbes debido a la erosión del mar, el viento y las escasas lluvias.
El límite entre de los ejidos de Rada Tilly y Comodoro Rivadavia pasa por el arroyo La Mata, único cuerpo de agua que tiene esta zona.
Al sur de Rada Tilly se encuentra la reserva natural Punta del Marqués, una imponente meseta compuesta por fondos marinos que supera los 20 millones de años de antigüedad, se interna 1500 m en el mar Argentino, con una altura de 160 m s. n. m., demarcando el centro del golfo San Jorge. En ella se sitúa una reserva natural de lobos marinos y fauna autóctona; la misma posee un majestuoso mirador.

## Deportes

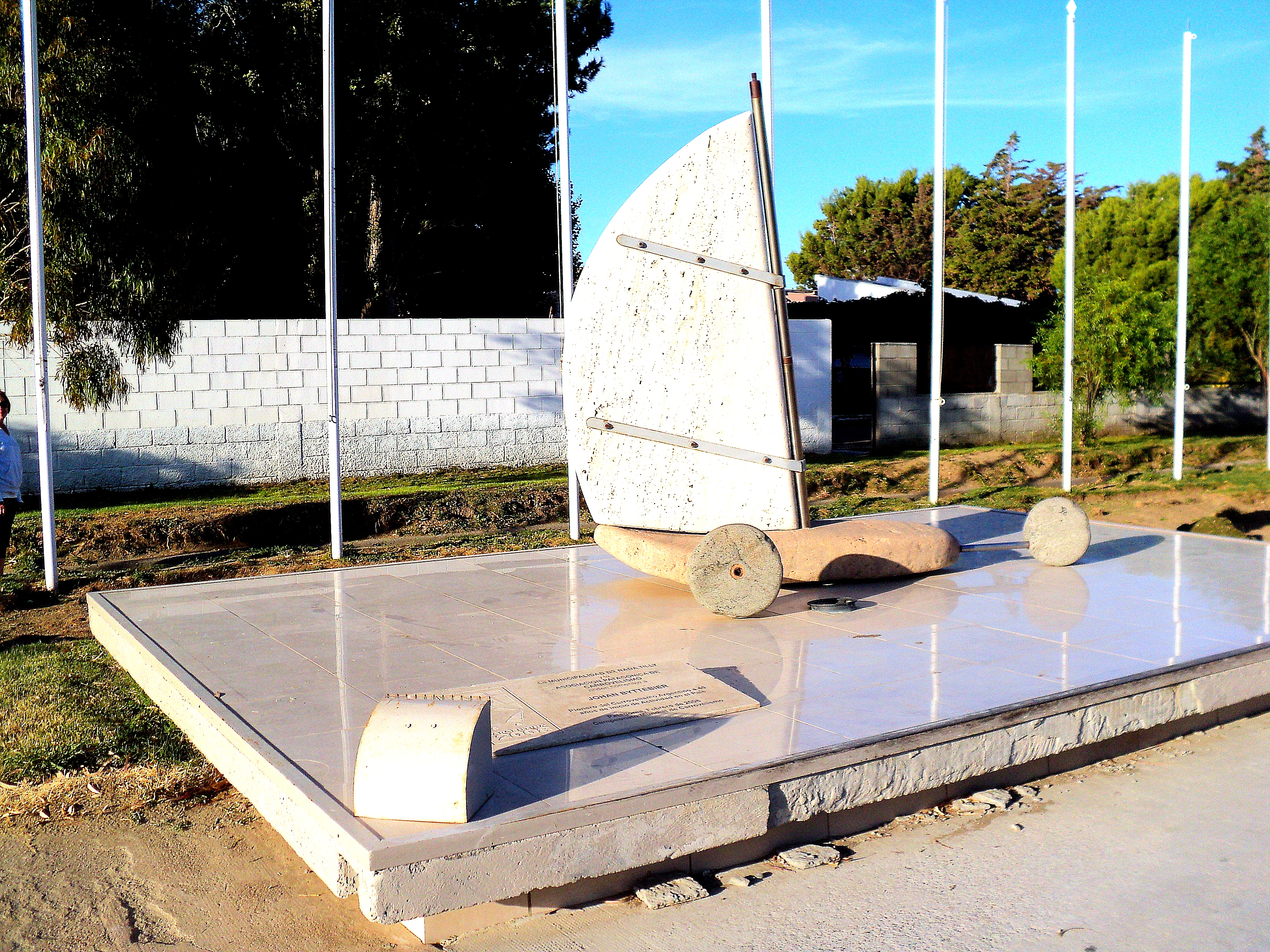
El monumento al carrovelismo en Rada Tilly es símbolo de que estas tierras están con el viento comúnmente.

La villa cuenta con el club de fútbol Rada Tilly. Cuenta con tres categorías en veteranos, sumado a las cinco que participan de la Liga de Comodoro. También posee una escuelita de fútbol que se dicta en el Gimnasio de los Judiciales y tiene 120 inscriptos que van desde la categoría 2004 a la 2010. Compite en la liga de fútbol de Comodoro Rivadavia en la categoría C. Dispone de una cancha de fútbol profesional con césped, vestuarios y lavadero. Este club también tiene un apartado para realizar atletismo.
Por otro lado, la playa toma color de verano y primavera cuando se realizan importantes actividades deportivas, entre ellas:
- Seven de hockey actividad a destacar, donde son huéspedes de honor, jugadoras de la selección nacional de hockey indoor y donde participan instituciones de toda la región.

- Seven de rugby de la Patagonia Argentina, donde participan los clubes más importantes de la región, destacándose Chenque Rugby Club entre las figuras de renombre nacional e internacional, además de la participación de clubes de todo el país, se destacan figuras de la selección Argentina (Los Pumas).

- Pesca Submarina: El club Náutico Neptuno fomenta la pesca Submarina en las ricas aguas. También, organiza torneos de esta disciplina.[20]

- Carrovelismo la playa de la ciudad ofrece óptimas condiciones de pista en cuanto a seguridad, frescura, nada de polvo y a un paso, siendo uno de los pocos lugares del país en que se practica a orillas del mar, siendo considerada una de las mejores pistas del mundo por Pascal Demuysere, corredor belga, 5 veces campeón de Europa y 3 veces campeón del mundo. Rada Tilly fue sede del XI Campeonato Mundial de Carrovelismo realizado en el mes de febrero de 2008, evento que se desarrolló por primera vez en Sudamérica.[21]
- Navegación a vela, que se realiza en el Club Náutico y Deportivo Rada Tilly, principalmente en la temporada de verano.  A pesar de que las condiciones climáticas no acompañen muchas veces, esta actividad esta creciendo últimamente.

Para marzo de 2017 la ciudad fue sede del 21° Campeonato Austral, que corresponde a la primera fecha del Argentino y Sudamericano. Se hicieron presentes en su playa los mejores carrovelistas del subcontinente.

## Demografía

### Evolución histórica poblacional
| Población                  | 40 | 460  | 1 589    | 2 940   | 6 208    | 9 100   | 13 496  |
| Variación                  | -  | -    | +245,43% | +85,02% | +111,15% | +46,58% | +48,30% |
| Incremento de la población | -  | +460 | +1 129   | +1 335  | +3 284   | +5 875  | +4 396  |

| Evolución de la población                                                         |
|                                                                                   |
| Fuente INDEC - Elaboración gráfica por Wikipedia - Rada Tilly, Chubut, Argentina. |

### Población

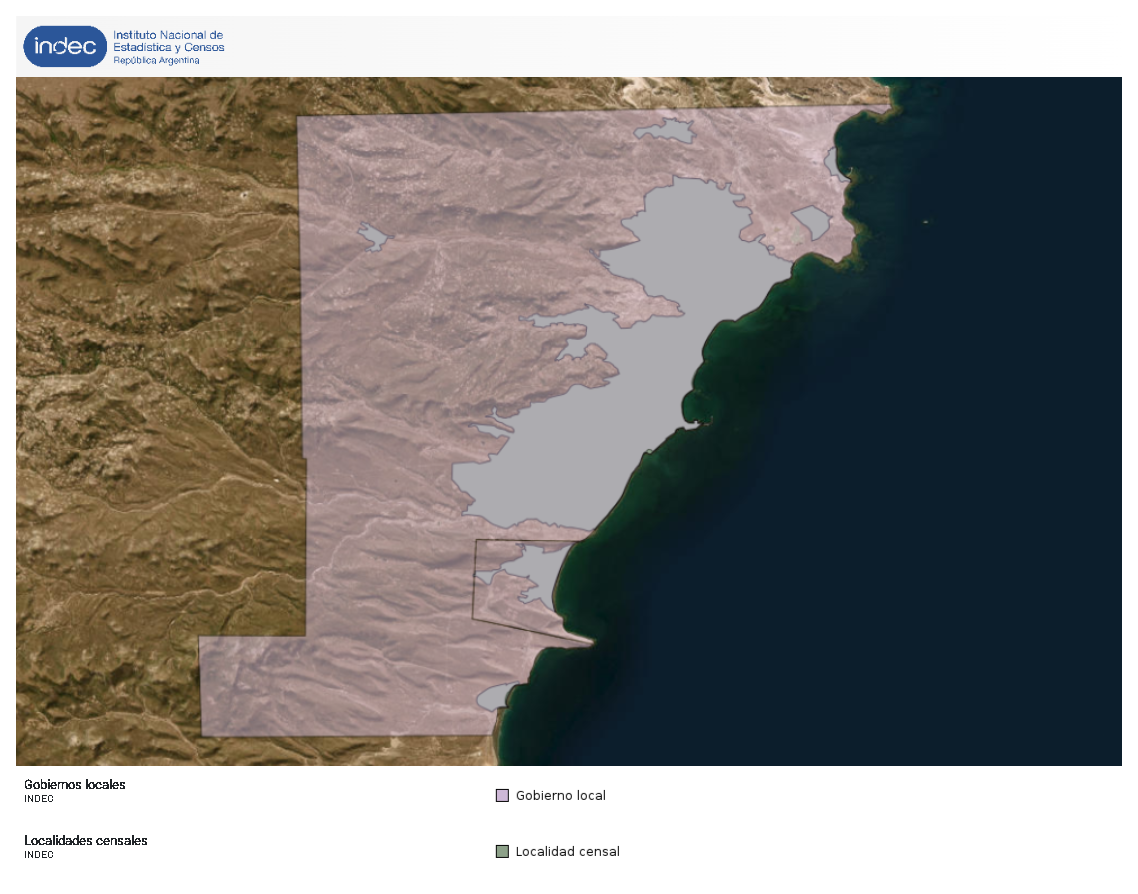
El extenso ejido municipal comodorense rodeando completamente al de Rada Tilly.

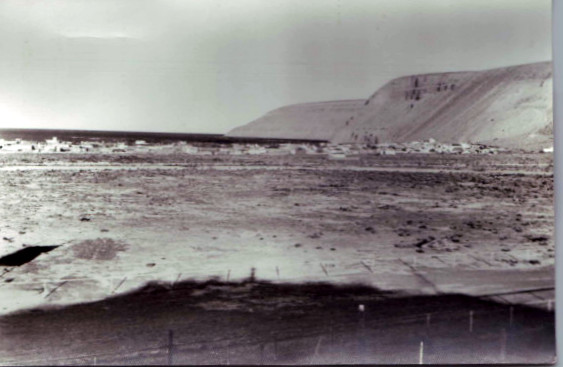
Rada Tilly en la década de los 50, vista desde el actual Hipódromo Dr. Eduardo Justo Napolitani.

Aunque Rada Tilly inició formalmente su existencia en 1948 ya estaba habitada por algunos migrantes así como también era playa de veraneo de Comodoro Rivadavia. En un principio el proyecto de Juan Domingo Perón y de la Gobernación Militar de Comodoro Rivadavia era crear un poblado y convertir parte del lugar en una reserva natural. Sin embargo, la propuesta no prosperó. En 1958 se supo que la urbanización contenía 40 personas y se constituyó la primera junta vecinal. A partir de ese momento, sus pocos pobladores comienzan a preocuparse por construir las primeras instituciones que persisten al día de hoy, siendo la primera en crearse la Escuela Nº12 en 1961. El explosivo crecimiento de la villa se acentuó desde el censo 1970. Esto condujo a que su población se duplique y casi se triplique en distintos periodos. Contó con 6,208 habitantes (Indec, 2001), lo que representa un incremento de alrededor del 111% frente a los 2,940 habitantes (Indec, 1991) del censo anterior, este crecimiento intercensal convierte a Rada en la localidad que más creció en la provincia. 
Para 2010 se conoció una población de 9.100 habitantes, incrementando su población nuevamente. Según ese censo la población se compuso de  4.566 varones y 4.591 mujeres, lo que arrojó un índice de masculinidad del 98.08%. Con este incremento la ciudad ganó el puesto 7° entre las más pobladas de la provincia superando a Gaiman y Trevelin.
Las viviendas computaron 3.563, casi el doble de las 1.822 del censo anterior.
Tras el censo 2022 se conoció que la villa mantuvo un firme crecimiento alcanzando los 13 496 pobladores y unas 5774 viviendas. Esta magnitud situó a Rada Tilly como el municipio de segunda categoría más poblado de la provincia y la séptima localidad más poblada apenas por debajo de Sarmiento.

### Aglomerado Comodoro Rivadavia - Rada Tilly
Rada está estrechamente ligada a Comodoro Rivadavia, situada a 12 km de distancia de esta. La villa no sólo funciona como centro recreativo de los habitantes de la zona, sino que se convirtió en lugar de residencia de muchas familias comodorenses.
El balneario es una ciudad satélite de Comodoro Rivadavia, esta concentra el aeropuerto, la terminal de ómnibus, el puerto y por muchos años el centro comercial (hoy Rada desarrolla uno propio). Mientras que la villa ofrece el hipódromo, la playa de arena para distintas actividades y lugares de esparcimiento. Hasta los inicios de los noventa la villa concentraba la vida nocturna del aglomerado, pero esto cambió en procura de hacerla más residencial (hoy Comodoro concentra la vida nocturna del aglomerado).

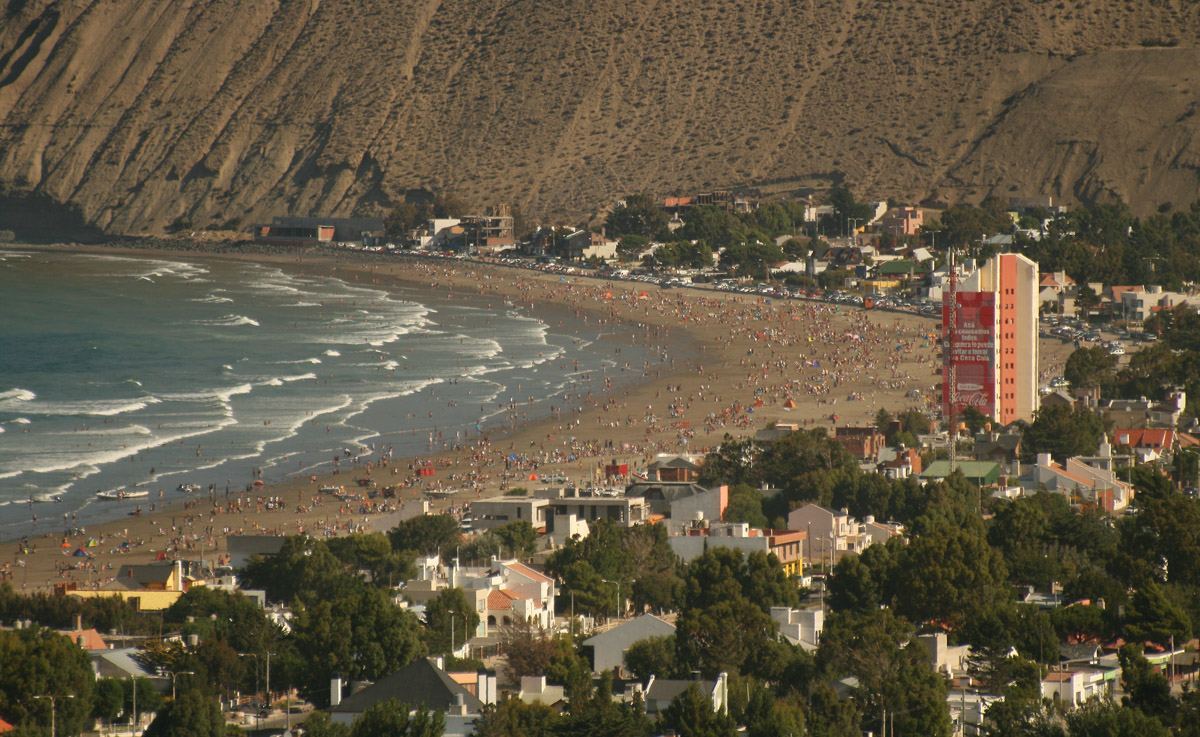
Vista en verano del área más popular de Rada Tilly, notándose su único edificio, Kae Lel (10 pisos), y su playa repleta de gente.

Ambas localidades, en realidad se articulan como una sola, por lo que Rada Tilly constituye junto a Comodoro Rivadavia (no reconocido en 2001 por fallas del censo nacional) un aglomerado urbano conocido como Comodoro Rivadavia - Rada Tilly que en el 2001 tuvo 143 269 habitantes y en la actualidad rondaría e incluso superaría los 194 091 habitantes, según el DGEYC de Chubut en su último trabajo de diciembre de 2008. Rada tilly ocupó en 2001 la 4.ª colocación en las localidades aglomeradas, pero con los más de 12 000 habitantes que arrojó el censo 2010, se convertiría en la segunda o tercera del aglomerado urbano, que tiene la particularidad de tener solo dos municipalidades, la de Comodoro y la de Rada Tilly. La magnitud estimada sitúa al aglomerado en 2º en Patagonia Argentina, tercero en el orden de los centros urbanos costeros más poblados de Argentina, además de ser primero en la costa patagónica, y en la subregión de Patagonia Austral y la provincia Chubutense.

## Turismo
El turismo viene creciendo año tras año, Rada Tilly se convierte rápidamente en un punto turístico en sí y deja su antiguo aspecto de lugar de paso. En enero de 2013 el promedio de estadía es casi 9 días en la zona. Un 74% de estos grupos se alojó en casas de familia. El origen fue nacional 84%, dentro del cual se destacan visitantes de Buenos Aires, Chubut, Santa Cruz, La Pampa, Córdoba, Santa Fe y Entre Ríos, entre otros. Mientras, el 16% restante se acercó desde Chile, Estados Unidos, Italia, Alemania, Inglaterra, España, Francia y Suiza, como países más frecuentes.

### Reserva natural Punta del Marqués

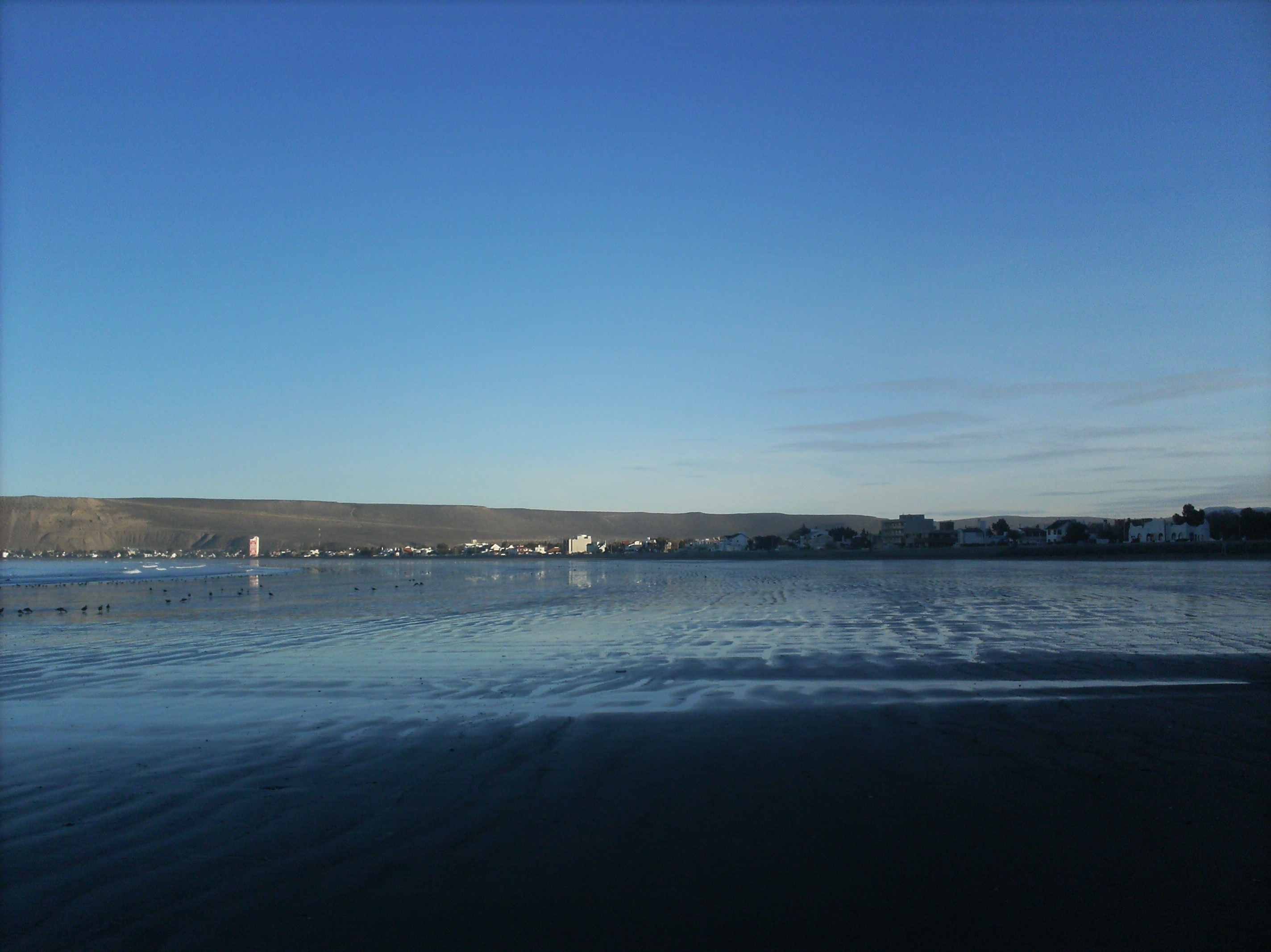
El inmenso manto de arena le da un aspecto singular.

La reserva natural Punta del Marqués fue creada en el año 1985 y se ubica a 5 km de Rada Tilly, desde donde se accede mediante un camino consolidado de ripio. El principal atractivo lo constituye el apostadero no reproductivo de lobo marino de un pelo. La temporada turística se extiende de diciembre a abril, y desde un sendero con cartelería podrá interpretar el paisaje observado. Penetra en el mar 2,5 kilómetros aproximadamente, con un altura que ronda los 160 m s. n. m.; convirtiéndose en la saliente más notable del golfo San Jorge. Está limitada por acantilados activos en los que se observan constantes derrumbes debido a la erosión del mar, el viento y las escasas lluvias. Su base comprende una plataforma rocosa plana de contornos variables y bloques de derrumbe. El intermareal descubre una extensa restinga de gran diversidad de organismos que sirven de alimento a un importante número de aves acuáticas.
En este sitio, que exhibe una particular flora, es posible observar una colonia de lobos marinos de un pelo, además de la atractiva vista al mar. Desde lo alto de la reserva se halla un pequeño centro de visitantes que es posible de ser visitado durante todo el año, excelentes puntos panorámicos y lugares desde donde se puede observar una colonia de lobos marinos compuesta por una población estimada de entre 400 y 1500 animales, según la época. Además, el mirador es poseedor de una vista sobre Rada Tilly, hacia las torres de altura de Comodoro, Caleta Olivia y toda la proximidad natural que rodea a la reserva.

### Museo Regional
Propone viajar un instante al pasado de la región, recorriendo desde las primeras formas de vida hasta los antiguos habitantes de Patagonia, con importantes colecciones de restos arqueológicos; los ecosistemas marino y terrestre ofrecen una muestra fiel del entorno natural; siendo imperdible la sala de arte rupestre, representativa de la cueva de los felinos (ubicada en la meseta central de Santa Cruz). Se compone de tres salas divididas en temas de paleontología, historia prehispánica, fauna y flora regionales, con muy buenas maquetas realistas y reproducciones de pinturas rupestres, junto a una interesante colección de fósiles.

#### Colección privada de flechas
Oscar García Marina reside en este balneario y ostenta ser el mayor coleccionista de puntas de flechas del país. Exhibe entre 2 y 3 mil de estas valiosas piezas de la cultura tehuelche, de las cuales muchas piezas están rotas. La suya es una muestra privada, pero tiene un acuerdo con el Museo Municipal; para visitarla, hay que acordar una cita en el museo. Las vidrieras muestran puntas de flechas y otros objetos y herramientas tallados en piedra y hueso, elementos de corte, cuchillos, raederas, los cuales se pueden utilizar indistintamente ya que los utilizaban para cuerear animales y cortar las carnes; boleadoras: las hay lisas, perfectas algunas, algunas en forma de pera, la llamada perdida que se usaba de a una sola. Las otras se usaban de a 3, algunas están rotas por el impacto, donde golpea y tuerce es probable que se partan; morteros, piedras que están trabajadas y alisadas y que se utilizaban para moler frutos, raíces y también para sobar cueros. Un hacha con mango de Molle y tiento, que es de la zona de Paso de Indios. Por último, en exhibición existen frutos petrificados, ramas, elementos de hueso, como retocadores de flechas, los cuales tienen una muesca en la punta donde se coloca la piedra y se le da forma. Comúnmente al encontrar una flecha, se intenta buscar la piedra con la que fue hecha. Puntas de flecha de obsidiana negra brillante, que solamente se encuentran en la zona de la cordillera y las blancas en la zona costera. Anclas, que utilizaban para sostener redes en algunos casos, aquí las hemos encontrado en el Colhué Huapi.

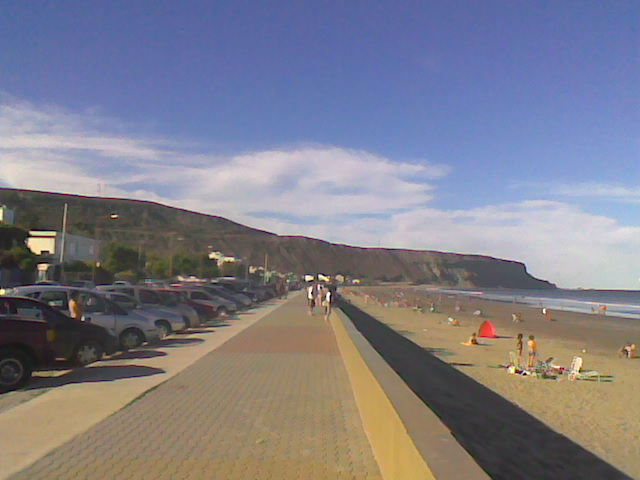
Vista de la rambla de la ciudad iniciándose en Punta Piedras.

### Playa de Rada Tilly
Se trata del balneario más austral y lindo de la Patagonia y América y probablemente uno de los más australes del mundo. Su playa de fina arena y suave declive contenida por las mesetas Punta Piedras al norte y Punta del Marqués al sur y con diversos miradores naturales, que ofrecen unas hermosas vistas.
Con una playa de arenas finas y suave pendiente de casi 4 kilómetros de extensión, la villa se luce en esta zona de la Patagonia Austral. Con amplitudes de mareas que varían entre 4 y 6 metros, la bajamar descubre hasta 600 m de suelo firme apto para la práctica de deportes como tenis, fútbol, rugby, hockey, carrovelismo, deportes náuticos, ciclismo, trekking o simplemente contemplar el paisaje, realzado por el constante murmullo del mar.Otra gran idea es ver los amaneceres y atardeceres de la ciudad desde la playa, ya que ofrecen magníficas vistas.

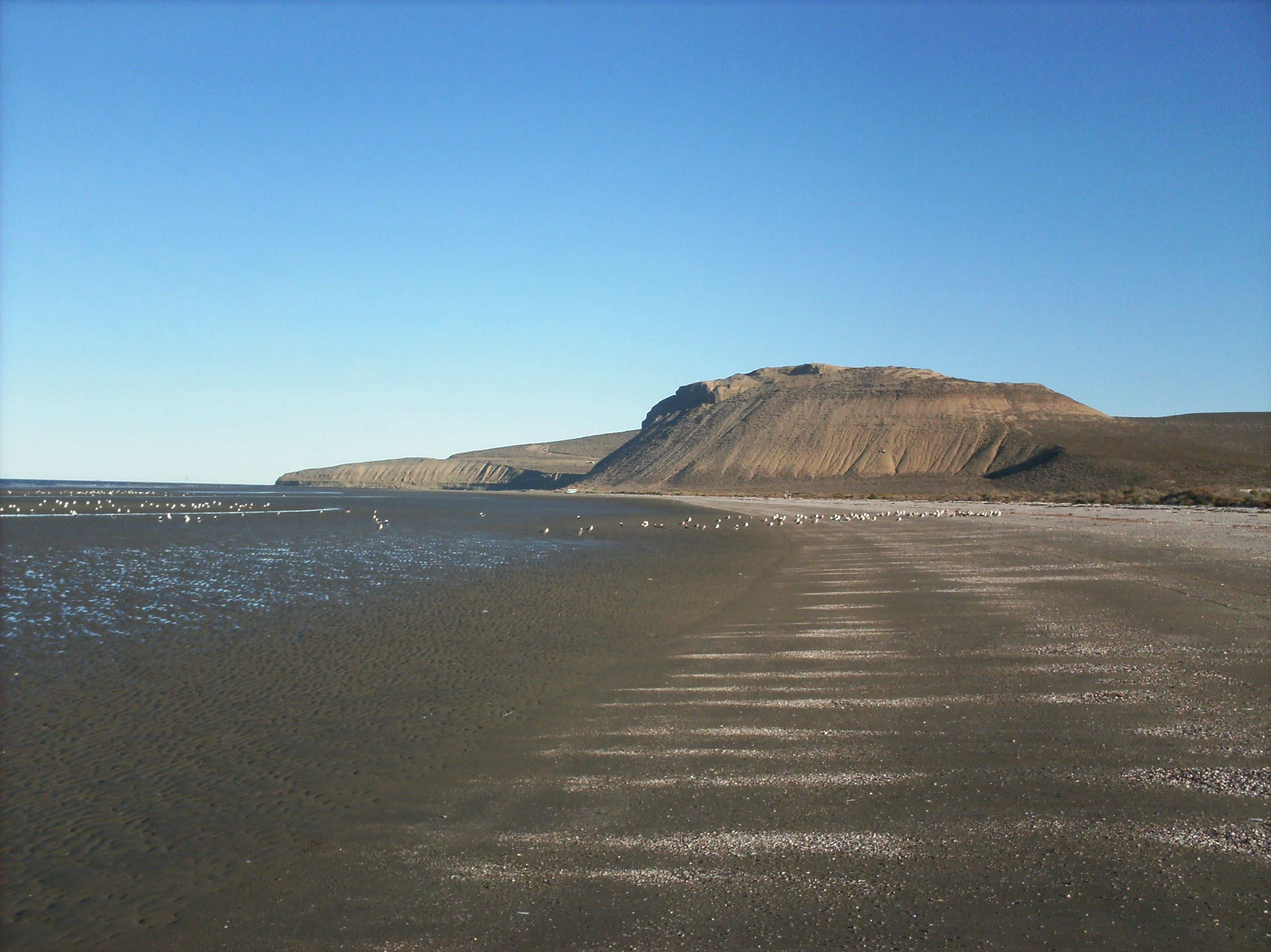
Vista de la playa virgen de los límites rodeada de puntas que se adentran en el mar en medio de arena fina. Se observa la imponente Punta Peligro.

Para más información véase: Balneario Rada Tilly.

#### Ruta Azul
Rada Tilly está ubicada en el Parque Marino-Costero de manejo conjunto entre Parques Nacionales y Áreas Naturales Protegidas de la provincia. Incluye la mayor biodiversidad del Mar Argentino y paisajes únicos de ser admirados por medios terrestres, acuáticos y aéreos. El avistaje de fauna se complementa con las opciones balnearias y la pesca deportiva, de costa y embarcada.
Con la Ruta Nacional 3 como eje, integra a Comodoro Rivadavia, y Camarones en Chubut,  y a seis localidades de la provincia de Santa Cruz un extenso circuito.

#### Playas cercanas a Rada Tilly
Además de ser un bello balneario, la villa posee playas cercanas al sur con poca o nula urbanización de gran afluencia por su belleza:
- Playa Bonita: a poca distancia, rumbo a Caleta Olivia se halla esta playa de arenas blancas y cuevas. Es una de las más bellas, por la falta completa de urbanismo y sus delicadas arenas que permiten todo tipo de recreación. Se ubica entre Punta Delgada y el límite provincial entre Chubut y Santa Cruz.

- Playa La Herradura: es una playa ubicada entre Punta Delgada y otra saliente, posee arenas finas y un entorno natural, que ofrece grutas en las distintas puntas y ausencia de urbanismo, a excepción de la Ruta Nacional 3. Está prevista la construcción de un barrio privado para los próximos años.

- Playa Los Límites: son una serie de playas ubicadas pasando el límite provincial, donde se practica la pesca y distintos deportes al natural.

- Playa La Tranquera: pequeña playa ubicada a la orilla de la Punta Peligro.

- Playa Alsina: última playa de arena fina hacia el sur, cercana a Caleta Olivia y que tiene en sus costas al cerro Pan de Azúcar.

- Caleta Olivia y sus playas cercanas: grupo de playas con temperaturas similares y composición rocosa y de ripio.
- La bajada de los palitos.

### Servicios
Cuenta con todos los servicios para el visitante, restaurantes, pubs, casino, camping, hotel, bungalows, centro de salud, gimnasio, seguridad a lo largo de sus 3,5 kilómetros de playa custodiada por el cuerpo de guardavidas, servicios para el automóvil, deportes, bibliotecas, miradores, estación de servicio, etc.
El Taller de Arte Municipal brinda la posibilidad de participar de diversos talleres de cerámica, fotografía, y pintura, entre otros, durante todo el año, o en temporada cursos cortos para los visitantes, además ofrece productos artesanales con identidad regional.
Por iniciativa de secretarías de turismo y deportes y Proyecto sagitario —plan de enseñanza del Taller de astronomía Juan C Galarza, Bigand, Santa Fe— se desarrollan actividades de difusión y enseñanza de la Astronomía, tales como observaciones solares, observaciones nocturnas, cursos y charlas en los colegios.

## Geología
La zona es reconocida por un pasado geológico muy rico, donde se encontraron todo tipo de fósiles marinos y terrestres de hasta 60 millones de años.Estos pueden ser encontrados a lo largo de todos los cerros que rodean a la ciudad, sobre todo en las partes menos transitadas.

## Personalidades
Entre las personalidades destacadas sobresalen los deportistas Jorge Mérida y Sandra Amarillo, quienes fueron campeones de atletismo en sus respectivas categorías. También, se encuentran Nazareno López y Emiliano López, participantes en el automovilismo nacional e internacional. Por último, en Rada Tilly se asienta la residencia temporaria de Cristóbal López. La misma fue embargada, junto con otros bienes del empresario, en 2018 en medio de una mega causa de corrupción.También fue la residencia temporal de Mauricio Macri, durante el 2013; y allí vivió Horacio Pagani durante sus primeros años.

## Galería

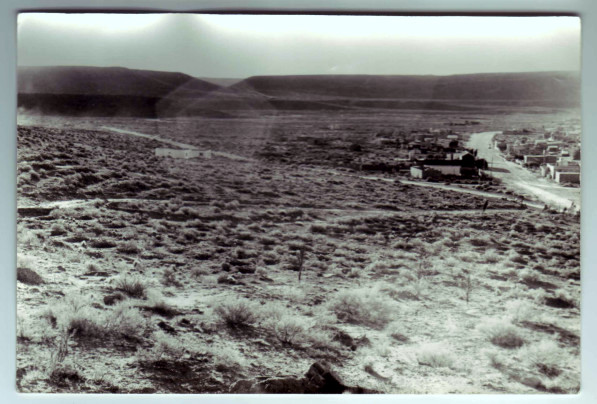
Vista desde Punta Marqués hacia el pueblo naciente de Rada Tilly en 1950.
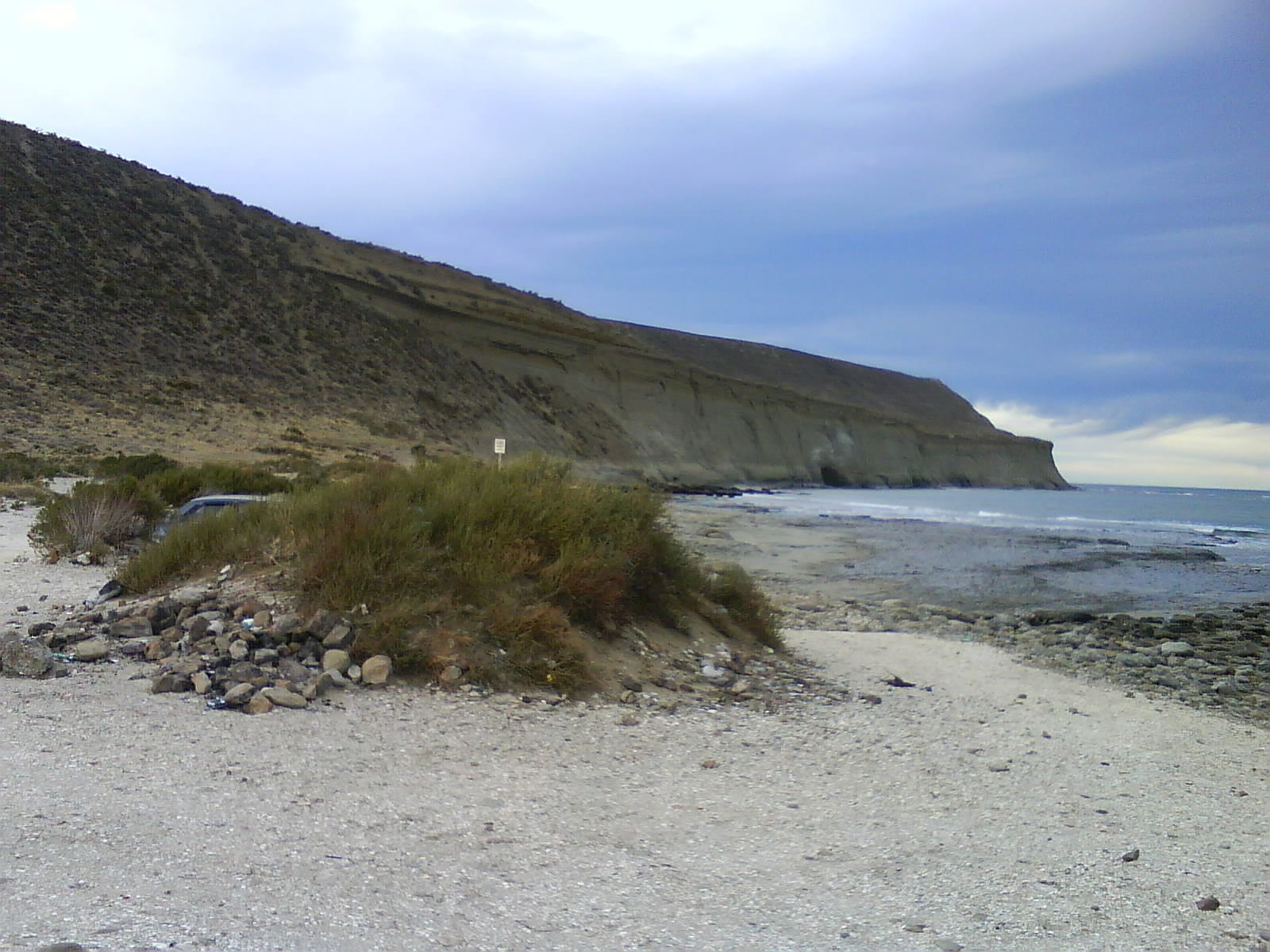
Punta Marqués, y a su lado opuesto, Rada Tilly.
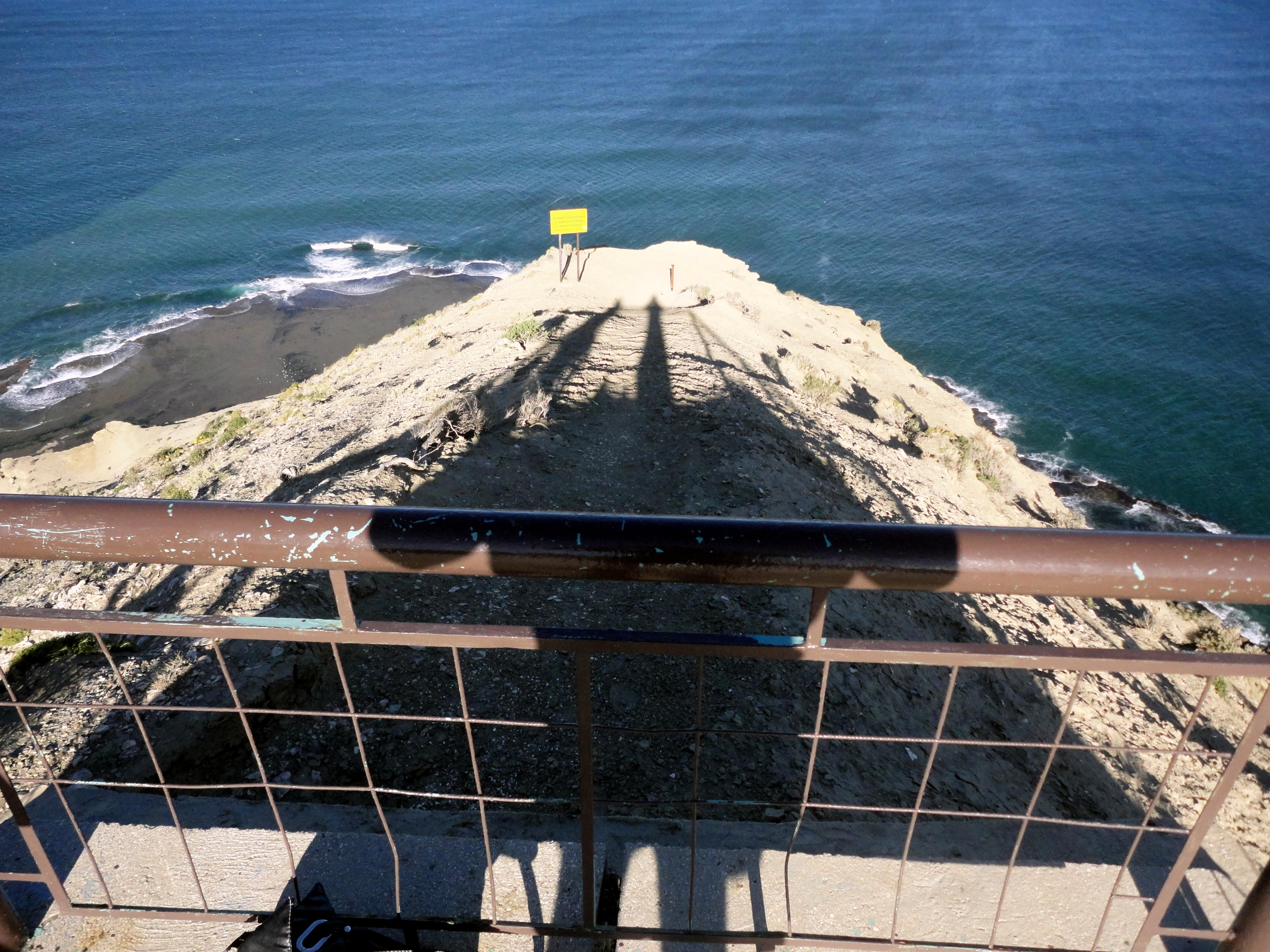
Mirador que da hacia el extremo de Punta Marqués.

## Parroquias de la Iglesia católica en Rada Tilly
| Diócesis  | Comodoro Rivadavia |
| --------- | ------------------ |
| Parroquia | Cristo Rey         |